# Hildebrando Tapia
Hildebrando Tapia Samaniego (Huancayo, 18 de agosto de 1964) es un arquitecto, empresario y político peruano. Fue congresista de la República durante 2 periodos (2001-2006 y 2007-2011) y parlamentario Andino durante 2011-2016.

## Biografía
Nació en Huancayo, el 18 de agosto de 1964. Realizó sus estudios primarios en la Escuela Experimental y los secundarios en la Colegio Santa Isabel de Huancayo.
Entre 1983 y 1989, estudió la carrera de Arquitectura en la Universidad Nacional del Centro del Perú desempeñándose desde entonces en el sector público.

## Vida política
Su primera participación en la política fue en las elecciones municipales de 1993, donde fue candidato a regidor de Junín por Cambio 90-Nueva Mayoría, sin embargo no resultó elegido.
Fue militante del Partido Renovación Nacional.

### Congresista (2001-2006)
En las elecciones generales del 2001, fue elegido congresista de la República en representación de Junín por la Alianza Electoral Unidad Nacional, con 18.341 votos, para el periodo parlamentario 2001-2006.
Durante su periodo, fue miembro de la Comisión Permanente del Congreso de la República, 3.er vicepresidente del Congreso en la Mesa Directiva presidida por Carlos Ferrero (2002-2003) y presidente de la Comisión de Descentralización.
Intentó su reelección al Congreso de la República por Unidad Nacional en las elecciones generales del 2006. Sin embargo, no resultó elegido.

### Congresista (2007-2011)
En junio del 2007, tras el desafuero a la cCongresista Elsa Canchaya, Tapia ingresó como congresista Accesitario y juramentó para completar el periodo parlamentario 2006-2011.

### Parlamentario Andino (2011-2016)
En las elecciones generales del 2011, fue elegido Parlamentario Andino por Alianza por el Gran Cambio, con 226,193 votos, para el periodo 2011-2016.
Intentó nuevamente su reelección al Parlamento Andino por Alianza Popular en las elecciones generales del 2016, sin éxito.

## Controversias
En el 2018, Tapia fue involucrado como parte beneficiaria de la corrupción originada por el caso Odebrecht. Esta empresa habría financiado las campañas de él y del exlegislador del Partido Popular Cristiano Juan Carlos Eguren.